# Moose Wilson Road
Moose Wilson Road és una concentració de població designada pel cens dels Estats Units a l'estat de Wyoming. Segons el cens del 2000 tenia 1.439 habitants.

## Demografia
Segons el cens del 2000, Moose Wilson Road tenia 1.439 habitants, 625 habitatges, i 351 famílies. La densitat de població era de 82,7 habitants/km².
Dels 625 habitatges en un 24,6% hi vivien nens de menys de 18 anys, en un 50,6% hi vivien parelles casades, en un 3,8% dones solteres, i en un 43,7% no eren unitats familiars. En el 28% dels habitatges hi vivien persones soles el 2,4% de les quals corresponia a persones de 65 anys o més que vivien soles. El nombre mitjà de persones vivint en cada habitatge era de 2,3 i el nombre mitjà de persones que vivien en cada família era de 2,79.
Per edats la població es repartia de la següent manera: un 19,1% tenia menys de 18 anys, un 6,5% entre 18 i 24, un 34,3% entre 25 i 44, un 32,7% de 45 a 60 i un 7,4% 65 anys o més.
L'edat mediana era de 39 anys. Per cada 100 dones de 18 o més anys hi havia 115,6 homes.
La renda mediana per habitatge era de 56.842 $ i la renda mediana per família de 114.552 $. Els homes tenien una renda mediana de 43.750 $ mentre que les dones 35.938 $. La renda per capita de la població era de 71.291 $. Entorn del 2% de les famílies i el 5,5% de la població estaven per davall del llindar de pobresa.

## Poblacions més properes
El següent diagrama mostra les poblacions més properes.